# Hyakutake Yoshinari
Yoshinari Hyakutake (sinh ngày 21 tháng 11 năm 1977) là một cầu thủ bóng đá người Nhật Bản.

## Sự nghiệp câu lạc bộ
Yoshinari Hyakutake đã từng chơi cho Cerezo Osaka.

## Thống kê câu lạc bộ

### J.League
| Đội          | Năm       | J.League | J.League | J.League Cup | J.League Cup | Tổng cộng | Tổng cộng |
| Đội          | Năm       | Trận     | Bàn      | Trận         | Bàn          | Trận      | Bàn       |
| ------------ | --------- | -------- | -------- | ------------ | ------------ | --------- | --------- |
| Cerezo Osaka | 1996      | 4        | 0        | 0            | 0            | 4         | 0         |
| Cerezo Osaka | 1997      | 14       | 0        | 0            | 0            | 14        | 0         |
| Cerezo Osaka | 1998      | 6        | 0        | 3            | 0            | 9         | 0         |
| Tổng cộng    | Tổng cộng | 24       | 0        | 3            | 0            | 27        | 0         |